# Logische Auszeichnungen
Logische Auszeichnungen in HTML legen die Bedeutung des Textes fest. Sie können hier einen Textabschnitt z. B. als Zitat, Abkürzung oder Überschrift kennzeichnen. Dabei wird nichts über das Aussehen der Zeichen angegeben. Man spricht auch von „semantischer Auszeichnung“.
Das Erscheinen ist von Benutzer zu Benutzer unterschiedlich und kann von jedem selbst eingestellt werden. Im Gegensatz zu den physischen Auszeichnungen sind sie flexibel und variieren oft.
Beispiel: In Deutschland erkennt man Zitate sofort, wenn sie kursiv geschrieben sind. Hier könnte man den Text anstatt als Zitat direkt kursiv kennzeichnen.
In anderen Ländern versteht man unter Zitaten aber nur unterstrichenen Text. Für solche Fälle werden weniger die physischen Auszeichnungen angewendet, sondern mehr die logischen. In HTML wäre das <q> oder auch <blockquote> für umfangreichere Blockzitate. Diese setzen ggf. auch selbsttätig die geeigneten Anführungszeichen.
In HTML5 ging man vollständig zu semantischer Auszeichnung über. Elemente, die früher eine rein typografische Wirkung hatten, erhielten nun auch eine inhaltliche Interpretation, oder sie wurden aus dem Standard entfernt und sollen in Neuprogrammierungen von Software nicht mehr verwendet werden.